# Dorothea Hofmann
Dorothea Hofmann (* 1961 in Bamberg) ist eine deutsche Komponistin, Pianistin und Hochschullehrerin.

## Leben
Dorothea Hofmann studierte ab 1978 Schulmusik, Chorleitung (bei Fritz Schieri) und Klavier (bei Erik Then-Bergh und Karl-Hermann Mrongovius, Liedbegleitung bei Erik Werba und Norman Shetler) in München und Salzburg sowie Musikwissenschaft und Philosophie in München und Augsburg (Promotion 1992 bei Franz Krautwurst).
Nach Lehraufträgen in Bamberg, Augsburg und München unterrichtet sie seit 2008 Historische Musikwissenschaft und Musiksoziologie an der Hochschule für Musik und Theater München, seit 2014 als Professorin. In der Gesellschaft für Musikforschung ist sie seit 2011 Sprecherin der Fachgruppe „Musikwissenschaft an Musikhochschulen“.
Das kompositorische Schaffen von Dorothea Hofmann reicht von Klavier- und Orgelmusik über Kammermusik und Lieder für verschiedenste Besetzungen bis hin zu oratorischen Werken für Soli, Chor und Orchester.
2006/07 war Dorothea Hofmann Composer in Residence in Schweinfurt, 2007 Stipendiatin des Centro Tedesco di Studi Veneziani in Venedig, 2014/15 Gastprofessorin an der Universität São Paulo.

## Ehrungen
- 1993 Preisträgerin beim Internationalen Interpretenwettbewerb für zeitgenössische Musik in Rotterdam
- 2006 1. Preis beim Herbert-Baumann-Kompositionswettbewerb (für das Sextett Tagtraum)

## Kompositionen

### Vokalwerke
Solostimme und 1 Instrument
- Five Love Songs für Sopran & Klavier. Texte: John Donne. UA 2005 München 2005. Alice Oskera-Burghardt (Sopran), Donald Sulzen (Klavier)
- Drei Abzählreime für Gesang & Mandoline. UA 2006 München
- Origami (2008). Lieder für Gesang & Hackbrett
- Frammenti del fuoco (2007). Drei Lieder für Gesang & Klavier. Texte: Michelangelo. UA 2008 Venedig. Josefine Weber (Gesang), Dorothea Hofmann (Klavier)
- Origami (2008). Fünf Lieder nach Alltagstexten für mittlere/hohe Stimme & Hackbrett. UA 2010 München. Ines Krapp (Sopran), Komalé Akakpo (Hackbrett)
- Ich bin erwacht (2010). Vier Liebeslieder. Texte: Klabund. UA 2011 München. Wolfgang Antesberger (Tenor), Masako Ohta (Klavier)
- Morgenstern-Liederbuch (2011) für Bariton und Hackbrett. UA 2011 München
- Nächtliche Szene (2012) für tiefere Stimme und Klavier

Solostimme(n) und Kammerensemble
- Tobi und die Zauberbohnen. Musikalisches Märchen für Sprechstimme, Flöte, 3 Zithern & Kontrabass. UA 2004 München
- Manél und die tanzenden Schafe. Märchen für Sprechstimme, Querflöte, 3–4 Hackbretter, Kontrabass & Schlagzeug. UA 2006 Balingen
- Lob der Schöpfung (2008) für Tenor und Streichquartett. UA 2009 München (Allerheiligenhofkirche). Kevin Conners (Tenor), Szabó-Quartett
- Remembering Shakespeare (2010). Fünf Lieder für Sopran, Violine und Klavier. Texte: William Shakespeare. UA 2010 Fürstenzell (Portenkirche)
- Maria von Magdala (2010). Biblische Szenen für Sopran, Alt, Horn, Posaune, Klavier & Orgel. Texte: aus der Lutherbibel und von Mechthild von Magdeburg. UA 14. November 2010 Fürth (Auferstehungskirche, 47. Fürther Kirchenmusiktage). Monika Teepe (Sopran), Renate Kaschmieder (Alt), Wilfried Krüger (Horn), Ralf Bauer (Posaune), Andreas König (Orgel), Sirka Schwartz-Uppendieck (Klavier und Leitung)
- Wo bist Du? (2010). Vier Opern-Szenen für Sopran, Violine und Klavier (2010). UA 2011 München
- Quam magnificata sunt opera tua, domine (2010) für Sopran, 2 Tenorhackbretter & fliegende Tauben. UA 2011 Hinterschmiding
- WaldesGesang (2011). Drei Lieder. Texte: Georg Maria Roers. UA 2011 Nationalpark Bayerischer Wald (Haus zur Wildnis). Ira Maria Scholz (Sopran), Alexander Scholz (Violine), Josepha Hanner (Klavier)
- Neue Liebeslieder (2011) für Sopran, Violine und Klavier. Texte: nach Heiratsanzeigen. UA 2011 München
- Liebes-Blitze. Rezitativ & Duett für 2 Soprane, Hackbrett und Akkordeon. UA 2011 München
- Sinfoniae Sacrae. Texte: Said
  - I (2011) für Sopran, Posaune, Pauken und Orgel. UA 23. Juni 2012 Fürth (St. Paul, Sommernachtskonzert). Annette Kroll (Sopran), Ralf Bauer (Posaune), Axel Dinkelmeyer (Pauken), Sirka Schwartz-Uppendieck (Orgel)
  - II,1 (2014). UA 12. April 2014 Fürth (St. Paul, Musik zur Passion). Michael Herrschel (Bariton), Sirka Schwartz-Uppendieck (Orgel)
- Der Vampyr (2012). Szene für Solisten und Ensemble. UA Freising 2012
- Sirenengesang (2012). Lieder für Sopran und Klaviertrio. Texte: Sappho
- Hulda (2015). Prophetische Szene für Sprech- und Singstimme, 2 Schlagzeuge, Orgel und Klavier. Text: Michael Herrschel. UA 22. November 2015 Fürth (Auferstehungskirche, 52. Fürther Kirchenmusiktage). Solgerd Isalv (Mezzosopran), Michael Herrschel (Sprecher), Axel Dinkelmeyer und Werner Treiber (Schlagzeug), Kevin Wagner (Orgel), Sirka Schwartz-Uppendieck (Klavier und Leitung)

Chor / Vokalensemble a cappella
- Psalm 121 (2007) für gemischten Chor. UA 2008 Schweinfurt. Schweinfurter Kantorei, Leitung Andrea Balzer
- Psalm 148 (2007) für gemischten Chor. UA 2008 Schweinfurt. Schweinfurter Kantorei, Leitung Andrea Balzer
- I Caffetieri di Venezia (2007) für Vokalsextett
- Drei Chorlieder zum Advent (2008). UA Dezember 2009. Leitung Alice Oskera-Burghardt
- Öffne mir die Lippen (2009) für gemischten Chor. UA 2009 München (Dom zu Unserer Lieben Frau). Domchor, Leitung Lucia Hilz
- Psalm 139 (2009) für gemischten Chor
- Psalm 23 (2009) für gemischten Chor
- Lasciare e Godere (2010) für vierstimmigen Frauenchor. UA 2010 München. Mohr-Villa-Chor, Leitung Alice Oskera-Burghardt
- das Vöglein… (wenn ich ein Vöglein wär…) für Männerchor. UA 2011 München
- Die Gedanken sind frei (2012) für gemischten Chor

Chor und Instrument(e)
- Befiehl dem Herrn deinen Weg (2010). Psalmvers für gemischten Chor, 2 Oboen, Fagott, 2 Violinen, Violoncello, Kontrabass & Pauken. UA 2010 Ingolstadt (Liebfrauenmünster). Leitung Franz Hauk
- Aus der Tiefe rufe ich, Herr zu Dir (2011) für Chor, Fagott, Kontrabass & Orgel. UA 2011 München (Dom zu Unserer Lieben Frau). Leitung Lucia Hilz
- Wenn Ihr heute seinen Namen hört… (2011) für Chor, Fagott, Kontrabass & Orgel. UA 2011 München (Frauenkirche). Leitung Lucia Hilz
- Adventslicht (2014). Drei Choralbearbeitungen. UA 30. November 2014 Fürth (Auferstehungskirche, 15. Fürther Komponistinnenkonzert, 51. Fürther Kirchenmusiktage). Jugendchor CanteMania (Einstudierung Maria van Eldik), Laurence Tercier (Harfe)

Soli, Chor und Ensemble / Orchester
- Maria von Magdala (2010/11). Biblische Szenen. Fassung für Sopran, Alt, gemischten Chor, Horn, Posaune, Klavier & Orgel. Texte: aus der Lutherbibel und von Mechthild von Magdeburg. UA 24. Januar 2012 Regensburg (Kirchenmusikhochschule)
- Der Eremit – Arie und Szene (2011). UA 2012 Freising (Lindenkeller). Leitung Alice Oskera-Burkhardt
- Debora (2013). Oratorium für Soli, gemischten Chor, Flöte, Klarinette, Fagott, Posaunenchor, Pauken, Orgel und Streichorchester. Text: Michael Herrschel. UA (solistische Fassung) 17. November 2013 Fürth (Auferstehungskirche, 14. Fürther Komponistinnenkonzert, 50. Fürther Kirchenmusiktage). Monika Teepe (Sopran), Jennifer Arnold (Alt), Markus Simon (Bariton), Debora-Posaunenchor, Farrenc Ensemble, Christian Martin Gabriel (Dirigent), Sirka Schwartz-Uppendieck (Orgel). UA (Chorfassung) 2. Juli 2016 Fürth (Kirche St. Paul). Monika Teepe (Sopran), Jennifer Arnold (Alt), Markus Simon (Bariton), Vokalensemble Langenzenn, Debora-Posaunenchor, Orchester KlangLust!, Bernd Müller (Dirigent), Sirka Schwartz-Uppendieck (Orgel)
- Olympia Fulvia Morata (2014). Kantate. Text: Michael Herrschel. UA 30. November 2014 Fürth (Auferstehungskirche, 15. Fürther Komponistinnenkonzert, 51. Fürther Kirchenmusiktage). Khrystyna Pichkurenko (Sopran), Maria van Eldik (Mezzosopran), Jugendchor CanteMania (Einstudierung Maria van Eldik), Laurence Tercier (Harfe), Pegnitzschäfer-Klangkonzepte, Christian Martin Gabriel (Dirigent), Sirka Schwartz-Uppendieck (Klavier)

### Instrumentalwerke

#### Soli
Klavier
- Restlessness. UA 2001 München
- The Dream of Persephone. UA 2002 München
- Die wunderbare Menagerie (2007)
- 1. Sonatine (2007). UA 2008 Augsburg. Sylvia Hewig-Troescher
- 2. Sonatine (2007)
- Notturno-Toccata per la Cioccolata (2012)

Orgel
- Stella Splendida, Stella Matutina. Toccata. UA 2006 Köln (Dom). Winfried Bönig
- Toccata quasi Fantasia sopra „Christ ist erstanden“ (2010). UA 2011. Jürgen Geiger
- Komm, Gott Schöpfer, Heiliger Geist (2012). Toccata festeggiante. UA 23. Juni 2012 Fürth (St. Paul, Sommernachtskonzert). Sirka Schwartz-Uppendieck
- Der Ackermann aus Böhmen (2015, nach Johannes von Tepl). Orgelmusik zu einem Streitgespräch. UA 17. Oktober 2015 Fürth (St. Michael). Sirka Schwartz-Uppendieck (Orgel), Heiko Ruprecht, Michael Vogtmann (Sprechstimmen)

Akkordeon
- An den Quellen (2008). UA 2009 Garmisch-Partenkirchen. Stefanie Schumacher
- Olga, auf verwachsenem Pfade tanzend (2010). UA 2010 München. Stefanie Schumacher

Holzblasinstrumente
- Le Matin (2007) für Traversflöte. UA 2008 Venedig. Marion Treupel-Franck
- Lockrufe (2008) für Panflöte
- Lingua Ignota (2011) für Traversflöte. UA 2011 Bodelschwingh (Wasserschloss). Anne Horstmann
- Selene (2012) für Flöte

Streichinstrumente
- la Commedia (2012). Sonate für Viola d’amore

Zupfinstrumente
- Irrgartenlieder und Zaubersprüche für Zither. UA 2003 München
- sparkling waves. Interludium für Zither. UA 2003 München. Georg Glasl
- Unterwegs (2006). Suite für Mandoline. UA 2006. Anna Torge
- Tarantella con Peperoni (2009) für Gitarre
- In der Sonne zu Singen (2012) für Zither

Hackbrett
- Traumgeschichten für Hackbrett (Solo & Duo). UA 2002 München
- Fantasia Ritmica für Tenorhackbrett. UA 2004 München. Birgit Stolzenburg
- 9 Haiku (2007) für Tenorhackbrett. UA 2007 München
- Im Schlaraffenland. Sonate für Hackbrett (2007). UA 2008 Ingolstadt (Altes Kamerariat). Birgit Stolzenburg
- Bittersüß… (2009) für Hackbrett. UA 2010 Salzburg (Schokoladen-Salon). Heidelore Schauer
- Pavane und Galliarde (2010) für Hackbrett. UA 2010 München. Komalé Akakpo

Stabspiele
- Il canto del Labirinto (2007) für Marimbaphon. UA 2008 München. Martin Fuchs
- a song from behind (2011) für Vibraphon. UA 2012 München

#### Duos
- Der Pirat und das blaue Sofa. Traum-Dialoge für Hackbrett & Altblockflöte/Hackbrett/Violoncello. UA 2003 München
- Moresca Notturna für Querflöte & Tenorhackbrett. UA 2004 München
- Sommerreigen. Tanzszenen für 2–3 Zithern. UA 2004
- Dialoge und Duelle für 2 Querflöten (2006). UA 2007 Schweinfurt/München
- Spaziergänge für Mandoline & Liuto (2007). UA 2008 Offenbach. Duo Opus 1
- magnetic lines (2007) für 2 Akkordeons
- Gedankenlieder I (2008) für Zither & Schlagwerk. UA 2008 München (Gasteig, lange Nacht der Musik)
- Sonnengeflüster für zwei Mandolinen (2008)
- Begegnungen auf dem Möbiusband (2009). Hommage à M. C. Escher für 2 Traversflöten. UA 2009 München. Bettina Fuchs, Marion Treupel-Frank
- Imaginäre Szenerie (Hommage à Oskar Schlemmer) (2009) für E-Zither & Schlagzeug
- Il grido – la liberazione (2009) für Violine und Akkordeon (2009)
- Mittwinter (2010). Sonate für Blockflöte und Cembalo
- Imaginäre Szenerie (2009) für E-Zither und Schlagzeug. UA 2010 München (Musikhochschule)
- Canto oscuro (2010) für Hackbrett und Violoncello. UA 2011 München
- Im Garten Eden (2011). Sonate für Blockflöte(n) und Querflöte(n). UA 2011 Trossingen
- The Queen’s Dance (2011) für Pantalon und Viola d’amore. UA 2012 München
- Ikarus. Sonate für Saxophon und Klavier (2011). UA 2012 München
- Arachne (2012). Sonate für Zitherduo
- Sternzeit (2012). Sonate für zwei Klaviere
- Elias (2013) für Horn und Orgel. UA 29. März 2014 Fürth (St. Michael). Wilfried Krüger, Sirka Schwartz-Uppendieck

#### Trios
Klaviertrios
- Im Gegenlicht (2005). Trio für Violine, Violoncello & Klavier. UA 2008 München. Münchner Klaviertrio
- …von der Sehnsucht nach dem Klang der Stille. Trio für Violine, Violoncello & Klavier
- Myrten & Platanen (2008) für Violine, Violoncello & Klavier. UA 2008 München (Gasteig, Black Box, Zyprischer Frühling)

andere Trios
- Lichtsignale (2005) für 2 Querflöten & Klavier. UA 2005 München. – Aufnahme 2007 (Bayerischer Rundfunk). Elisabeth Weinzierl, Edmund Wächter (Flöten), Eva Schieferstein (Klavier)
- Mirlo für Hackbrett, Zither & Kontrabass. UA 2006 Murnau
- Nachhall (W. A. Mozart gewidmet) für Klarinette, Viola & Klavier. UA 2006 München
- Revolving Balance (2006). Triosonate für Posaune, Marimbaphon & Kontrabass
- Isarkiesel (2007) für Blockflöte, Tenorhackbrett und Akkordeon. UA 2007 Bad Birnbach
- Das Zeitfenster (2008) Hommage à René Magritte für Flöte, Gitarre & Schlagzeug
- Grenzgang (2009) für 2 Klaviere und Schlagzeug. UA 2009 München (Gasteig, Black Box, Zyprischer Frühling)
- Gedankenlieder II (2009) für Zither & 2 Violoncelli. UA 2010 München
- Die drei Herren (2010). Sonate in Form einer Szene für drei Violoncelli. UA 2011 München

#### Quartette
Streichquartette
- 1. Streichquartett (2005)
- Metamorphosen (2010) für Streichquartett. UA 2011 München

andere Quartette
- Schritte im Grasland (2005) für Hackbrettquartett. UA 2005
- Luftwirbel (2005) für 2 Mandolinen, Mandola & Gitarre. UA 2005 München
- Maskenspiel (2007) für 2 Violinen, Violoncello & Akkordeon. UA 2007 Schweinfurt
- Die Monde des Galilei (2009) für Saxophonquartett. UA 2011 München
- Licht und Schatten (2010) für 4 Bratschen. UA 2010 Agatharied
- Tallis-Fragment (2011) für Saxophonquartett. UA 2011 München
- warbling moods (2012) für vier Violinen. UA 2012 München

#### Sextette
- Tagtraum (2005) für 2 Mandolinen & Streichquartett (2005). UA 2006 Bamberg
- …denn der Regen… (2011) für Flöte, Klarinette, Violine, Viola, Violoncello und Klavier

#### Septett
- Waldbilder (2009) für 7 Flöten. UA 2010 München (Festival der Deutschen Flötengesellschaft). Leitung Edmund Wächter

#### Größeres Ensemble
- Blossoms from dawn (2011) für Zitherensemble. UA 2012 München